# Rhizoecus lelloi
Rhizoecus lelloi är en insektsart som beskrevs av Mazzeo 1995. Rhizoecus lelloi ingår i släktet Rhizoecus och familjen ullsköldlöss. Inga underarter finns listade i Catalogue of Life.